# Demirtchiadam
Demirtchiadam est un village de la région de Kelbajar en Azerbaïdjan.

## Histoire
En 1993-2020, Demirtchiadam était sous le contrôle des forces armées arméniennes. Le 25 novembre 2020, sur la base d'un accord trilatéral entre l'Azerbaïdjan, l'Arménie et la Russie en date du 10 novembre 2020, la région de Kelbajar, y compris le village de Demirtchiadam, a été restituée sous le contrôle de l'Azerbaïdjan. 

## Sources
Ongoz boulag, Novlu boulag, Geuy boulag, Hussein boulaghi, Qapaz boulag, Lilparin boulaghi, Khatun boulag, Muceyibin boulaghi, Soyudlu boulaghi, Qibla boulaghi, Amir boulaghi, etc.